# Haskell V. Anderson III
Haskell Vaughn Anderson III (* 26. November 1943 in New York City) ist ein US-amerikanischer Film- und Theaterschauspieler.

## Leben
Haskell V. Anderson wuchs in New York auf, wo er auch ausgebildet wurde. Als Student im ersten Jahr am College arbeitete er als professionelles Teenage-Model. Innerhalb weniger Monate avancierte er zum bestbezahlten schwarzen Teenage-Model der Stadt und erschien in verschiedenen nationalen Magazinen und Zeitungen.
Während eines Vor-Medizinstudiums kam er in Kontakt mit dem Theater und spielte die Rolle des Dolan im Stück Mr. Roberts. Nach dem College und seinem Dienst in der Marine ging Anderson nach Cleveland, um dort als Verkäufer zu arbeiten. Später war er dort für ein Jahr Lehrling am Schauspielhaus. Danach ging er zurück nach New York, um bei der Off-Broadway-Theatergruppe mitzuspielen. Es folgte darauf eine kurze Mitwirkung am Barter Theatre in Norfolk. Als er wiederum nach New York zurückkehrte, sprach er für seine erste Rolle in einem Spielfilm vor, nämlich für Brotherhood of Death (1976).
Zurück in Los Angeles spielte Anderson noch häufiger fürs Theater und trat auch in Studentenfilmen auf. Haskell Anderson fuhr fort mit dem Theaterschauspiel als Mitglied des Pacific Resident Theatre, zusammen mit berühmten Persönlichkeiten aus Film und Fernsehen, wie Orson Bean, Alley Mills oder Jordan Baker.
Er wurde zweimal für den NAACP Image Award als bester Nebendarsteller nominiert.
Haskell V. Anderson ist seit dem 14. November 1987 mit Sarita Marie Ursula verheiratet.

## Filmografie (Auswahl)
- 1976: Brotherhood of Death
- 1983: Rich
- 1984: Underground in L.A. (Scarred)
- 1989: Karate Tiger 3 – Der Kickboxer (Kickboxer)
- 1990: Die U-Boot-Akademie (Going Under)
- 1990: The Court-Martial of Jackie Robinson
- 1992: Those Secrets
- 1995: The Baron (Barone, II)
- 1998: Zivilprozeß (A Civil Action)
- 1999: Lebenslänglich (Life)
- 1999: Burning Passion
- 2001: Time Lapse
- 2001: Scenes of the Crime
- 2003: Salvation
- 2005: Walls of Jericho
- 2005: Halfway Decent
- 2005: The Les Brown Show
- 2007: Unfinished
- 2007: This Christmas